# Ray LaHood

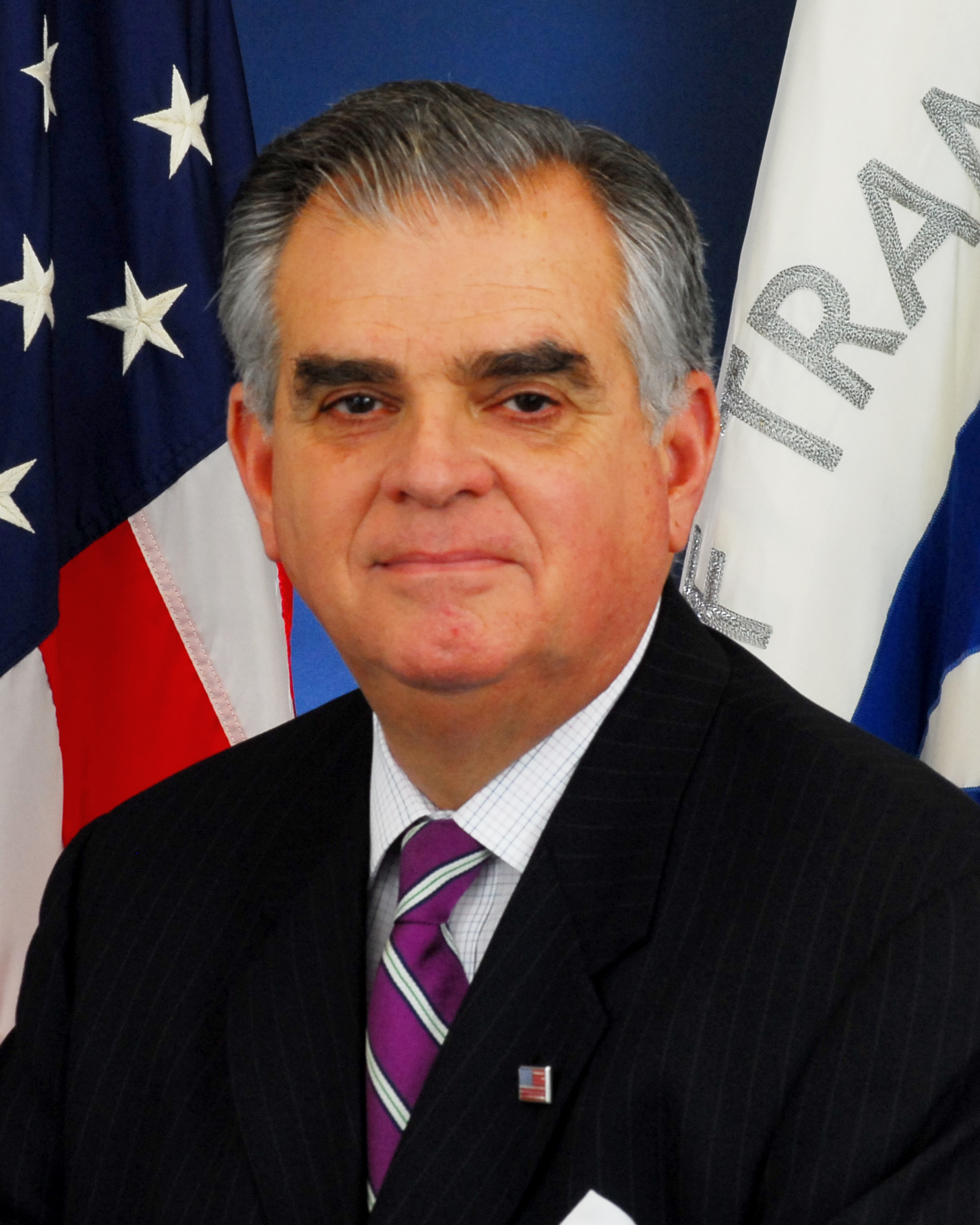
Ray LaHood

Raymond H. LaHood, född 6 december 1945 i Peoria, Illinois, är en amerikansk republikansk politiker. Han är far till politikern Darin LaHood.
LaHood avlade 1971 sin kandidatexamen vid Bradley University. Han var medarbetare åt kongressledamoten Robert H. Michel 1983–1994. Michel ställde inte upp för omval 1994 och efterträddes som ledamot i USA:s representanthus av LaHood i januari 1995. LaHood kandiderade inte till omval i kongressvalet i USA 2008. Han efterträddes som kongressledamot för Illinois’ 18:e valkrets av Aaron Schock.
I januari 2009 efterträdde LaHood Mary Peters som USA:s transportminister, för att i juli 2013 i sin tur efterträdas av Anthony Foxx på denna befattning i president Obamas kabinett.